# Ancher Pantaleon
Ancher Pantaleon (ur. 1210 w Troyes— zm. 1 listopada 1286) – francuski duchowny pochodzący z Troyes. Bratanek papieża Urbana IV, który w 1262 mianował go kardynałem prezbiterem Santa Prassede. W 1266 był członkiem legacji papieskiej na koronację Karola I d'Anjou na króla Sycylii. Protoprezbiter od 1277 roku. Przez wiele lat należał do frakcji andegaweńskiej w Kolegium Kardynałów. Zmarł w Rzymie i został pochowany w swoim kościele tytularnym.